# 大阪市立保健専門学校
大阪市立保健専門学校（おおさかしりつほけんせんもんがっこう）は、かつて大阪市都島区にあった保健師養成の専修学校である。
大阪市立看護専門学校に併設されていたが2005年3月をもって閉校となった。

## 沿革
- 1942年 大阪市立保健婦養成所として開校
- 1944年 大阪市立保健婦学校と改称
- 1948年 大阪市立厚生女学院と改称
- 1994年 大阪市立保健専門学校となる
- 2005年 閉校

## かつての所在地
- 〒534-0027 大阪市都島区中野町5-15-21